# Planta en cojín

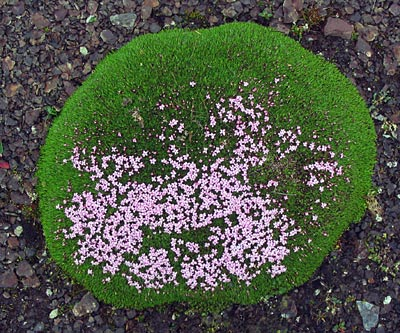
Silene acaulis, Silene musgo.

Una planta en cojín es una planta compacta, de bajo crecimiento y formadora de tapices que se encuentra en ambientes alpinos, subalpinos, árticos o subárticos en todo el mundo. El término "cojín" generalmente se aplica a las plantas leñosas que crecen como tapices que se extienden, tienen una altura limitada sobre el suelo de 10 a 20 cm como máximo, tienen raíces de relativamente grandes y profundas, y están adaptadas para un crecimiento en un ambiente pobre en nutrientes con un ciclo reproductivo adaptado y lento. La forma de la planta es un ejemplo de evolución convergente o paralela con especies de muchas familias de plantas diferentes en diferentes continentes que convergen en las mismas adaptaciones evolutivas para soportar las duras condiciones ambientales.

## Descripción

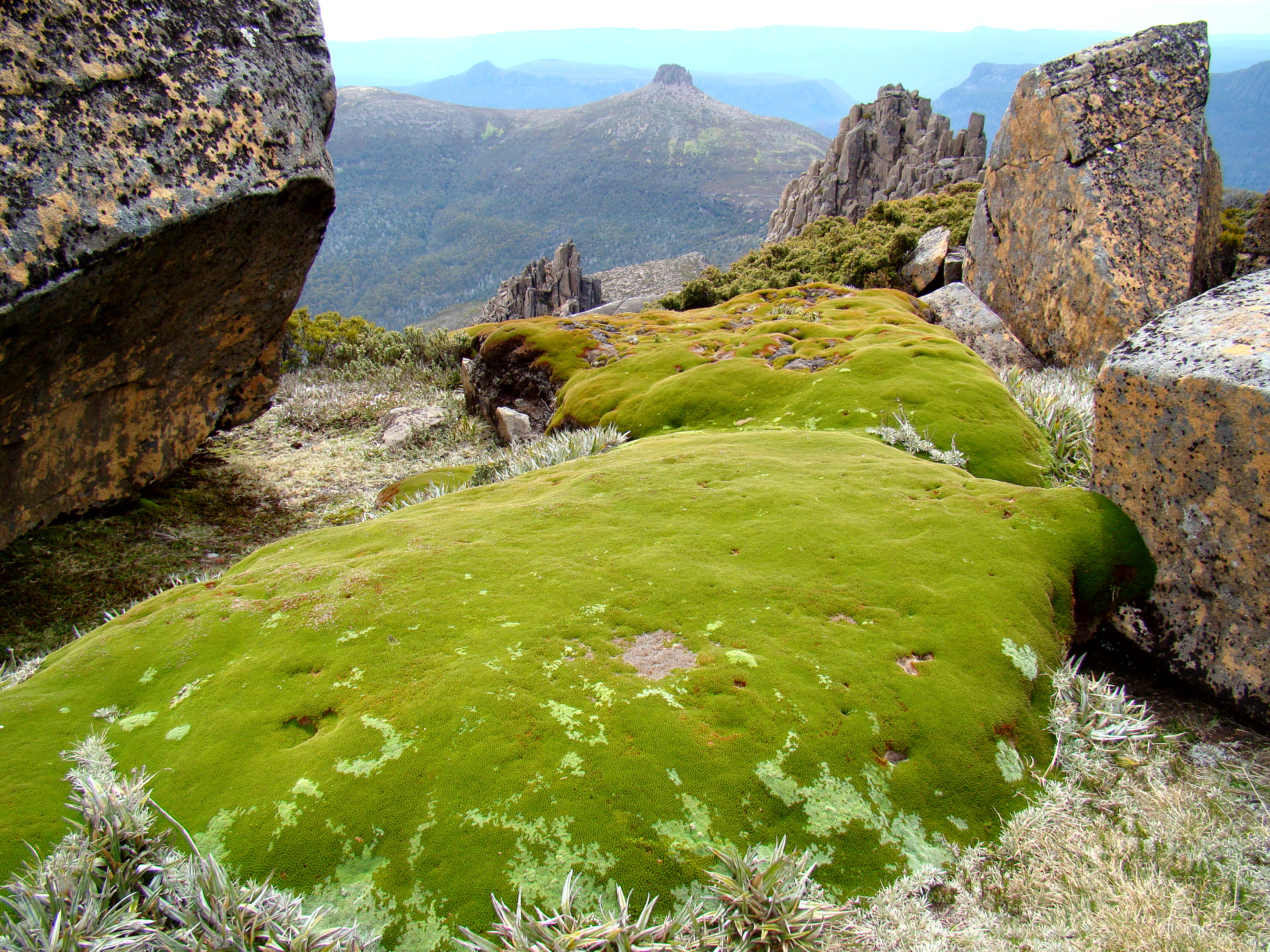
Una planta en cojín en el monte Ossa, Tasmania.

Las plantas en cojín forman grandes tapices de crecimiento lento que pueden crecer hasta alcanzar 3 m de diámetro. La forma típica es una masa compacta de tallos estrechamente espaciados con una dominancia apical mínimo que termina en rosetas individuales. Cada tallo crece a un ritmo constante para que ninguna roseta esté más expuesta que el resto del cojín. Las observaciones sobre la senescencia han concluido que las plantas en cojín generalmente mueren en masa en lugar de morir rosetones individuales en distintos momentos. Debajo de los rosetones vivos, las plantas generalmente producen material no fotosintético o permiten que mueran las hojas anteriores, creando un efecto aislante.
Las plantas en cojín crecen muy lentamente. En el caso de Silene acaulis, las tasas de crecimiento van de 0.06 cm a 1.82 cm por año. Coincidiendo con este crecimiento impedido se incrementa la longevidad, con los cojines más grandes de algunas especies alcanzando edades de hasta 350 años. Un estudio sobre Azorella compacta en el sur del Perú se determinó que, en base a una tasa de crecimiento de 1.4 mm por año, las plantas individuales en el área de estudio tenían más de 850 años y especímenes  ocasionales se acercaban a los 3,000 años de edad.

## Diversidad

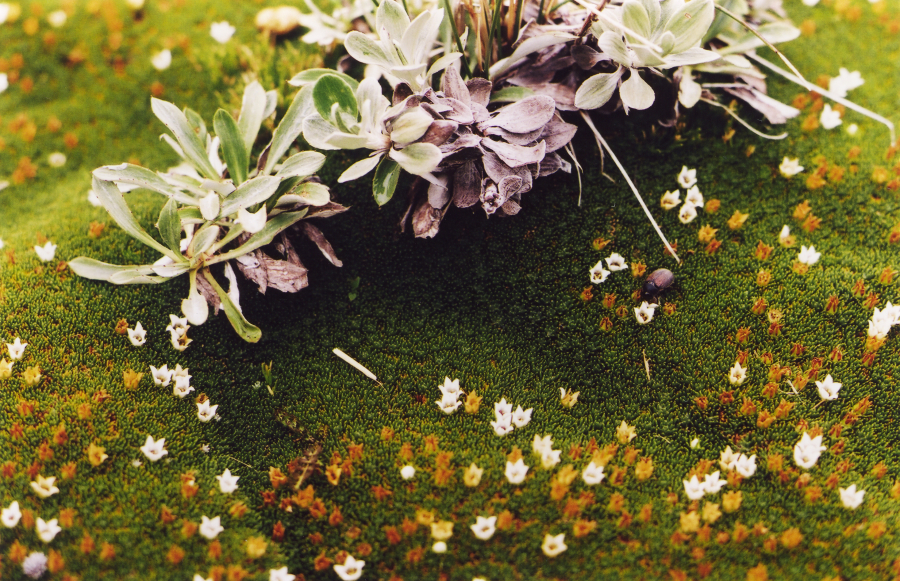
Donatia novae-zelandiae

La forma de la planta en cojín no es endémica en ninguna área o familia de plantas en particular. Alrededor de 338 especies en todo el mundo en 78 géneros en áreas que van desde Tasmania, Nueva Zelanda y Tierra del Fuego hasta la tundra ártica de Svalbard han desarrollado de manera convergente la misma forma de planta en respuesta a condiciones ambientales similares. Treinta y cuatro familias de plantas diversas, tales como Apiaceae, Asteraceae, Caryophyllaceae, Donatiaceae y Stylidiaceae, incluyen especies de plantas en cojín.